# Іцрія
Іцрія (груз. იწრია) — село в Грузії.
За даними перепису населення 2014 року в селі проживає 104 особи.